# Quelques jours en avril
Pour plus de détails, voir Fiche technique et Distribution.
Quelques jours en avril (Sometimes in April) est un téléfilm franco-américain réalisé par Raoul Peck et diffusé en 2005 sur HBO aux États-Unis.
En France, il est diffusé en 2008 sur Arte.

## Synopsis
Rwanda, 1994. Le film raconte, jour après jour, la vie d'une famille rwandaise. Le mari est hutu, la femme et les deux enfants tutsi. Lors de la mort du président, tous les hommes hutu sont réquisitionnés pour éradiquer la population tutsi. Parmi eux Augustin Muganza, un hutu modéré qui sert dans l'armée rwandaise, et son frère Honoré, animateur de la tristement célèbre Radio Télévision Libre des Mille Collines.

## Fiche technique
- Titre : Quelques jours en avril
- Titre original : Sometimes in April
- Réalisation : Raoul Peck
- Scénario : Raoul Peck
- Photographie : Éric Guichard
- Montage : Jacques Comets
- Musique : Bruno Coulais
- Pays d'origine : États-Unis, France
- Langues : anglais, kinyarwanda
- Durée : 140 minutes
- Genre : Drame, historique et guerre[3],[4],[5]
- Date de diffusion :
  -  États-Unis : 17 février 2005 sur HBO
  -  France : 22 février 2008 sur Arte

## Distribution
- Idris Elba : Augustin Muganza
- Carole Karemera : Jeanne
- Pamela Nomvete : Martine
- Oris Erhuero : Honoré Muganza Butera
- Fraser James : Xavier
- Debra Winger : Prudence Bushnell
- Abby Mukiibi Nkaaga : Le colonel Bagosora
- Cleophas Kabasita : Valentine
- Noah Emmerich : Lionel Quaid
- Hope Azeda : Brigitte
- Todd Boyce : John
- Alexandre Ikuzo Abia : Marcus
- Isabelle Kabano : Félicie
- Sonia Ntare : Victorine
- Michelle Rugema : Anne-Marie
- Mike Marshall : le journaliste âgé
- Aïssa Maïga : une jeune militante